# Сайкс, Уильям Расселл
Уи́льям Ра́сселл (Билл) Сайкс (англ. William Russell Sykes, 13 октября 1927 — 5 января 2018) — английский и новозеландский ботаник, специалист по флоре Океании.

## Биография
Родился в деревне Уолшем-ле-Уиллоус в графстве Суффолк на востоке Англии. Некоторое время работал в питомнике фирмы Thompson & Morgan, затем служил медицинским техником в ВМФ Великобритании. С 1949 года — в саду Королевского садоводческого общества в Уизли. В 1953 году получил диплом садовода.
В 1952 году отправился в гималайский регион, будучи нанятым Британским музеем, однако из-за болезни был вынужден в 1954 году вернуться.
С 1957 года Сайкс учился в Колледже Челси Лондонского университета, окончил его в 1960 году.
В 1961 году вместе с супругой Элизабет Браун Сайкс эмигрировал в Новую Зеландию, став сотрудником Департамента научных и индустриальных исследований. В 1964 году посетил острова Кермадек в составе экспедици Королевского орнитологического общества Новой Зеландии, которая, однако, была вынуждена вернуться всего через два дня после прибытия на острова из-за начала извержения вулкана. В 1966 году Сайкс в течение десяти недель исследовал флору архипелага Кермадек.
В 1970-х годах активно путешествовал по островам Кука, Тонга, Ниуэ. В 1988 году изучал хвойные Гуанси и Дальнего Востока России. В 1992 году путешествовал по Французской Полинезии.
В 2005 году Сайкс стал офицером новозеландского Ордена Заслуг. В 2017 году он был избран иностранным членом Лондонского Линнеевского общества.
Скончался 5 января 2018 года.

## Некоторые научные публикации
- Sykes W. R. Contributions to the flora of Niue. — Wellington, 1970. — 320 p. — ISBN 0-477-01888-2.
- Sykes W. R. Kermadec Islands flora. — Wellington, 1977. — 216 p.

## Виды растений, названные именем У. Сайкса
- Corydalis sykesii Ludlow & Stearn, 1975 — Corydalis staintonii Ludlow & Stearn, 1975
- Epilobium sykesii P.H.Raven, 1962 — Epilobium wallichianum Hausskn., 1879
- Erythrina ×sykesii Barneby & Krukoff, 1974
- Eulaliopsis sykesii Bor, 1958
- Geniostoma sykesii Fosberg & Sachet, 1981
- Haroldiella sykesii J.Florence, 1997
- Pandanus sykesii H.St.John, 1989 — Pandanus tectorius Parkinson ex Du Roi, 1774
- Urtica sykesii Grosse-Veldm. & Weigend, 2016